# DAB1
DAB1, також  Disabled-1 (англ. DAB1, reelin adaptor protein) – білок, який кодується геном DAB1, розташованим у людини на короткому плечі -ї хромосоми. Довжина поліпептидного ланцюга білка становить 588 амінокислот, а молекулярна маса — 63 775. Важливий регулятор рилінового сигнального шляху. 
| 10         |  | 20         |  | 30         |  | 40         |  | 50         |
| ---------- |  | ---------- |  | ---------- |  | ---------- |  | ---------- |
| MSTETELQVA |  | VKTSAKKDSR |  | KKGQDRSEAT |  | LIKRFKGEGV |  | RYKAKLIGID |
| EVSAARGDKL |  | CQDSMMKLKG |  | VVAGARSKGE |  | HKQKIFLTIS |  | FGGIKIFDEK |
| TGALQHHHAV |  | HEISYIAKDI |  | TDHRAFGYVC |  | GKEGNHRFVA |  | IKTAQAAEPV |
| ILDLRDLFQL |  | IYELKQREEL |  | EKKAQKDKQC |  | EQAVYQTILE |  | EDVEDPVYQY |
| IVFEAGHEPI |  | RDPETEENIY |  | QVPTSQKKEG |  | VYDVPKSQPV |  | SNGYSFEDFE |
| ERFAAATPNR |  | NLPTDFDEIF |  | EATKAVTQLE |  | LFGDMSTPPD |  | ITSPPTPATP |
| GDAFIPSSSQ |  | TLPASADVFS |  | SVPFGTAAVP |  | SGYVAMGAVL |  | PSFWGQQPLV |
| QQQMVMGAQP |  | PVAQVMPGAQ |  | PIAWGQPGLF |  | PATQQPWPTV |  | AGQFPPAAFM |
| PTQTVMPLPA |  | AMFQGPLTPL |  | ATVPGTSDST |  | RSSPQTDKPR |  | QKMGKETFKD |
| FQMAQPPPVP |  | SRKPDQPSLT |  | CTSEAFSSYF |  | NKVGVAQDTD |  | DCDDFDISQL |
| NLTPVTSTTP |  | STNSPPTPAP |  | RQSSPSKSSA |  | SHASDPTTDD |  | IFEEGFESPS |
| KSEEQEAPDG |  | SQASSNSDPF |  | GEPSGEPSGD |  | NISPQAGS   |  |            |

A: Аланін

C: Цистеїн

D: Аспарагінова кислота

E: Глутамінова кислота

F: Фенілаланін

G: Гліцин

H: Гістидин

I: Ізолейцин

K: Лізин

L: Лейцин

M: Метіонін

N: Аспарагін

P: Пролін

Q: Глутамін

R: Аргінін

S: Серин

T: Треонін

V: Валін

W: Триптофан

Цей білок за функціями належить до білків розвитку.
Задіяний у таких біологічних процесах, як диференціація клітин та нейрогенез.

## Ген
Ген DAB1 має довжину 1,1 мільйона п. о., тоді як довжина його кодуючої ділянки становить лише 5,5 тисяч п. о., що робить цей ген рідкісним прикладом великої генетичної складності, яка утруднює ідентифікацію його мутацій.

## Сигнальні шляхи
DAB1 бере участь у риліновому сигнальному шляху. Рилін (ген RELN) — великий глікопротеїн, що секретується нейронами головного мозку під час розвитку, особливо клітинами Кахаля-Ретціуса. DAB1 діє знизу від риліну в сигнальному шляху, що контролює міграцію та позиціонування клітин в мозку під час розвитку та нейрогенезу. Цей білок зв'язується з внутрішньоклітинною частиною рецептору ліпопротеїнів дуже низької щільності та apoE-рецептором 2 типу (ApoER2), та в результаті зв'язування риліну з кортикальними нейронами фосфорилюється на тирозинових залишках. 

## Патологія
У мишей мутації генів Dab1 і Reln прирводять до схожих фенотипів, зокрема до характерного фенотипу scrambler. У людини мутації цих двох білків викликають ослаблення деяких функцій мозку та розумову відсталість.